# Rueil-Malmaison
Rueil-Malmaison er en kommune og by i de vestlige forstæder til Paris i Frankrig. 
Området ligger 12,6 km fra Paris' centrum i departementet Hauts-de-Seine i regionen Île-de-France og har 79.379 indbyggere (2006). 
Rueil-Malmaison er venskabsby med Helsingør. Byen er vært for École nationale supérieure du pétrole et des moteurs-skolen